# Duma Boko
Duma Gideon Boko (n. 31 decembrie 1969, Mahalapye, Districtul Central, Botswana, Botswana) este un politician și avocat din Botswana, care ocupă în prezent funcția de președinte al Botswanei începând cu 1 noiembrie 2024, precum și funcția de lider al coaliției Umbrella for Democratic Change (UDC) din 2012. A fost lider al opoziției între 2014 și 2019.
Duma Boko a devenit președinte al Botswana National Front (BNF) în 2010. El a condus formarea coaliției Umbrella for Democratic Change (UDC), o alianță a principalelor partide de opoziție din Botswana. A candidat ca președinte al acestei alianțe la alegerile generale din Botswana din 2014 și 2019. La alegerile din 2024 a condus partidul său spre victorie și a fost învestit în funcția de președinte al Botswanei la 1 noiembrie 2024.

## Biografie
Duma Boko s-a născut în Mahalapye, în Districtul Central al Botswanei. Tatăl său, care a decedat în 2004, a fost lector la Madiba Brigades. Duma are o soră, Emma Boko.
În 1987, Boko a început studiile de drept la Universitatea din Botswana, unde a fost ales în Consiliul Reprezentativ al Studenților (SRC). Printre colegii săi de promoție în domeniul juridic s-au numărat judecători ai Înaltei Curți precum Michael Leburu, Key Dingake, Bengbame Sechele și Lot Moroka. După absolvirea facultății în 1993, a urmat cursuri la Harvard Law School, unde a obținut titlul de Master of Laws (LL.M.).

## Carieră
Între 1993 și 2003, Duma Boko s-a întors la Universitatea din Botswana, unde a predat dreptul, în paralel cu activitatea sa într-o firmă de avocatură. La începutul anilor 2000, a scris o rubrică în ziarul The Monitor, în care afirma că judecătorii nu sunt suficient de progresiști din punct de vedere intelectual. El și-a exprimat frustrarea față de faptul că atât cadrele universitare, cât și judecătorii nu desfășurau suficiente cercetări pentru a emite hotărâri bine fundamentate.

## Politică
Boko a devenit liderul Frontului Național din Botswana (BNF) în 2010. Poziția sa și apartenența la partid au fost contestate pe motiv că, atunci când BNF s-a împărțit în 2000, el a devenit un membru fondator al Frontului Național Democratic (NDF). Dacă acest lucru ar fi dovedit, conform constituției BNF, l-ar descalifica dintr-o poziție de conducere în partid timp de trei ani după ce ar fi reintrat în partid. El a câștigat în instanță. A moștenit un partid aflat în declin sub conducerea lui Otsweletse Moupo.
BNF s-a unit cu noul format Partid al Mișcării pentru Democrație din Botswana (BMD), o facțiune a Partidului Democratic din Botswana, și cu Partidul Poporului din Botswana pentru a forma Umbrela pentru Schimbare Democratică. Unii membri ai BNF s-au opus cu tărie coaliției, susținând că acest demers ar face ca partidul lor să dispară. Au fost intentate procese împotriva lui Boko și a comitetului său central la Înalta Curte. Boko și BNF au câștigat toate provocările legale.

### Alegerile generale din 2014
În alegerile generale din 2014, Duma Boko a condus UDC (Umbrela pentru Schimbare Democratică) la un loc secund în Adunarea Națională, câștigând 17 locuri față de 37 câștigate de Partidul Democratic din Botswana (BDP). Boko a devenit liderul Opoziției.

### Alegerile generale din 2019
În alegerile generale din 2019, Boko a fost învins de Anna Mokgethi de la BDP în circumscripția Gaborone Bonnington North. Ca urmare a înfrângerii sale, a pierdut titlul de Lider al Opoziției în a 12-a Adunare Națională. Boko a susținut că, în timpul alegerilor din 2019, a avut loc o manipulare masivă a voturilor și fraudă din partea BDP pentru a-l favoriza pe președintele Mokgweetsi Masisi. Dovezile actuale sunt întreruperea utilizării cernelei electorale și un exces de carduri de înregistrare a alegătorilor.

### Alegerile generale din 2024

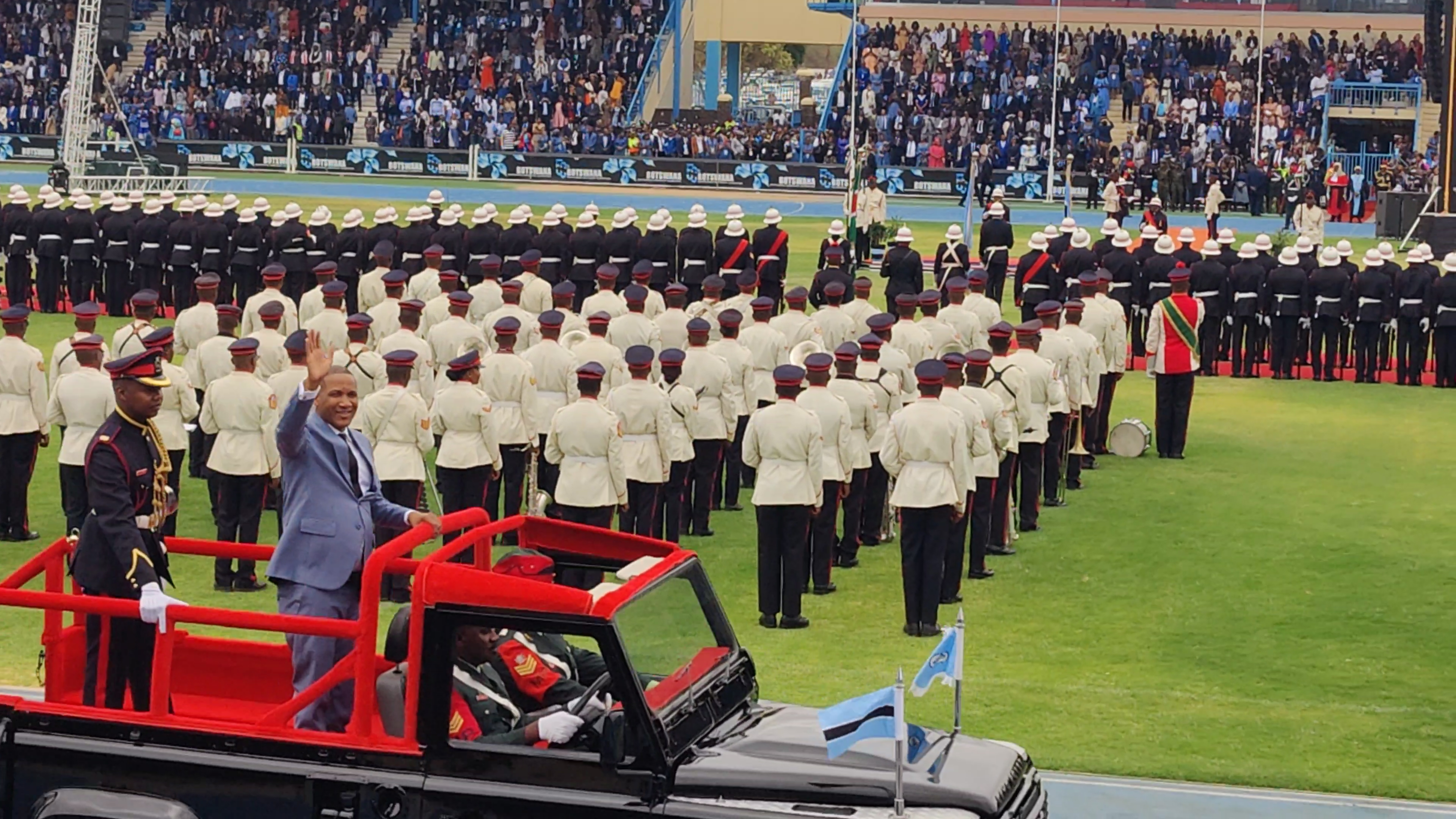
Președintele Duma Boko la parada de învestire pe Stadionul Național

Deși atât Partidul Congresului din Botswana, cât și Frontul Patriotic din Botswana au părăsit UDC, partidul lui Boko și opoziția în ansamblu au reușit să obțină majoritatea locurilor în alegeri, reducând astfel Partidul Democratic din Botswana (BDP), care domina de mult timp, la un rest de doar patru locuri. În calitate de lider al alianței majoritare din legislativ, Boko a devenit președinte ales. El a depus jurământul în funcție la 1 noiembrie, iar o ceremonie publică mai amplă a avut loc pe 8 noiembrie. Ascensiunea lui Boko la președinție a marcat prima dată, din 1966 – anul în care Botswana a devenit independentă – când un fost partid de opoziție a câștigat alegerile. Noul președinte ales al Botswanei a numit pe Lesego Chombo ministru al Tineretului și Afacerilor de Gen.

## Președinția
În calitate de președinte, Boko și-a exprimat intenția de a acorda permise temporare de muncă și ședere zimbabweenilor fără acte și de a renegocia acordurile economice cu De Beers privind industria diamantelor din Botswana. În primul său discurs privind Starea Națiunii, în noiembrie 2024, Boko a declarat că guvernul său va promova investițiile în energie solară, cannabis medicinal și cânepă industrială. De asemenea, a anunțat discuții cu Elon Musk pentru a extinde accesul la internet la prețuri accesibile la nivel național prin intermediul rețelei Starlink. În martie 2025, Boko a participat la lansarea primului satelit al Botswanei, BOTSAT-1, în spațiu. Lansarea a avut loc la facilitățile SpaceX din California, SUA.